# Francesca Pollet
Francesca Pollet (24 maart 1999) is een Belgisch taekwondoka.

## Biografie
Francesca startte in 2008 met taekwondo samen met haar broer Manuel. In 2021 rondde ze de Sport Vlaanderen Initiator (Taekwondo) opleiding succesvol af. Sinds 2022 is ze een erkende Taekwondo Vlaanderen taekwondo-trainer.
In 2022 behaalde ze met grote onderscheiding een Master of Bioscience engineering: Biosystems Engineering (Master of Science) aan de Faculteit Bio-ingenieurswetenschappen van de  Kuleuven (Major: Bio-nanotechnology. Minor: Human Health Engineering).

## Palmares

### WK
- 2016: 1/16 finale - Wereldkampioenschap 2016 (Burnaby)(-63kg) [2]

### Open Tournaments
- 2013:   Luxemburg Open (Luxemburg)(-59kg) [3]
- 2016:  Belgium Open (Lommel)(-63kg) [4]
- 2016:  German Open (Hamburg)(-63kg) [5]
- 2016:  Luxemburg Open (Luxemburg)(-63kg) [6]
- 2016:  Polish Open (Warschau)(-63kg) [7]